# Glacier de Rupal
Pour les articles homonymes, voir Rupal.
Le glacier de Rupal ou glacier de Tashain est un glacier qui s'épanche à proximité des flancs du Nanga Parbat, au Pakistan. La fonte de ses glaces donne naissance à la rivière Rupal, qui s'écoule dans la vallée de Rupal.